# Hochgall
Der Hochgall (italienisch Monte Collalto) ist mit 3436 m s.l.m. der höchste Berg der Rieserfernergruppe, einer Berggruppe in den Hohen Tauern. Sein Gipfel liegt im österreichisch-italienischen Grenzgebiet auf der Südtiroler Seite. Der Berg ist Teil des Naturparks Rieserferner-Ahrn.

## Lage

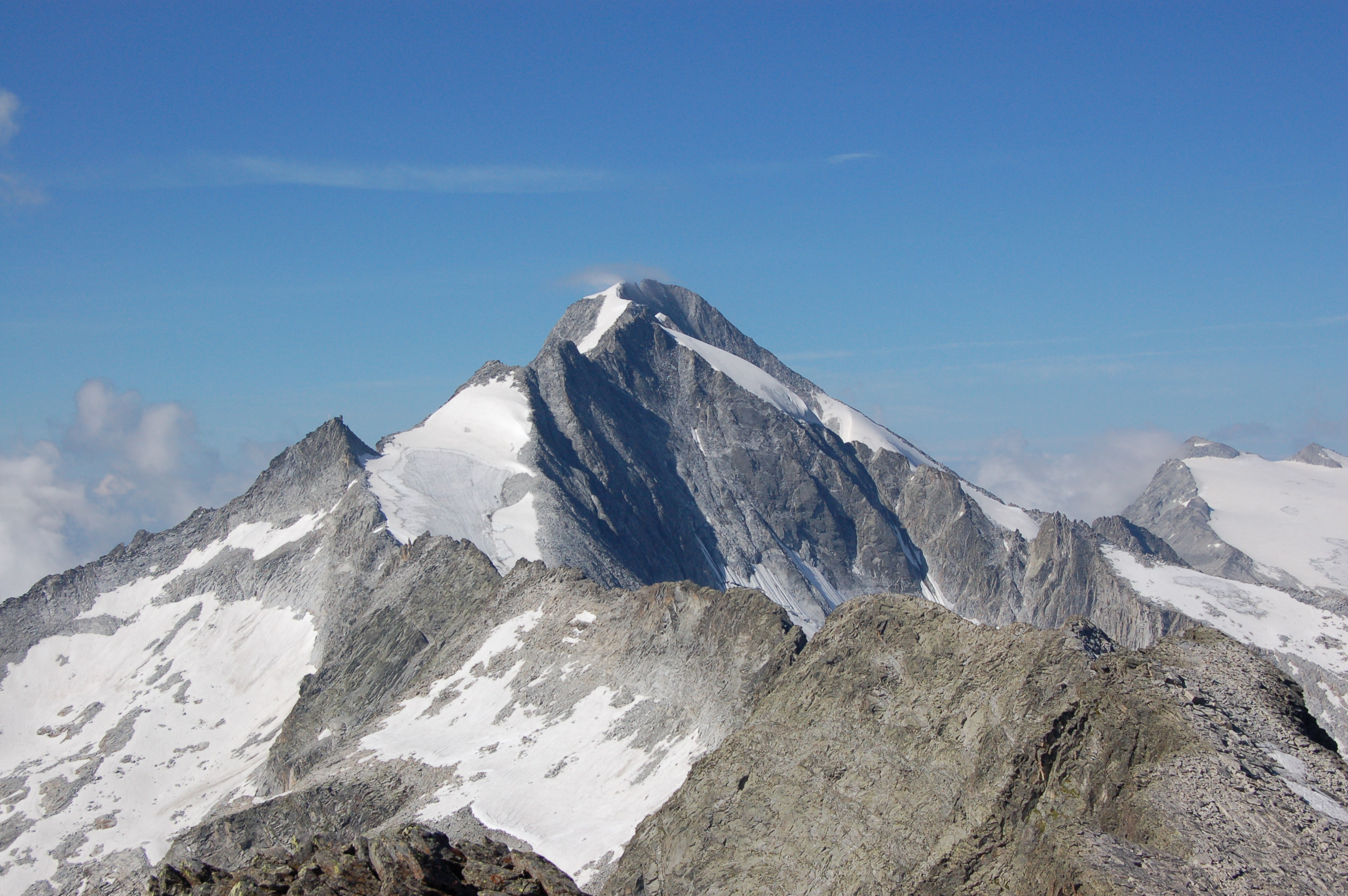
Der Hochgall mit der Barmer Spitze gesehen von Nordosten vom Fenneregg

Der Hochgall ist ein massiver Felsgipfel und auf allen Seiten von Gletschern umgeben, die allerdings klimabedingt durch einen starken Gletscherschwund gekennzeichnet sind. Im Westen befindet sich der Rieserferner, der inzwischen in mehrere Teile zerfallen ist. Auf der Ostseite befindet sich das Patscherkees. Nördlich des Gipfels führt der Grat hinüber zur Barmer Spitze. Südlich schließt sich, getrennt durch die Schwarze Scharte auf 2981 Metern Höhe gelegen, der Wildgall an. Der Nordwestgrat führt hinab zum Grauen Nöckl, vorbei an diesen Felskopf und den Grat verläuft der inzwischen gletscherfreie Normalweg auf den Gipfel. Südöstlich befinden sich Durrenspitze und die Kleine Ohrenspitze, zwischen diesen beiden liegt die Riepenscharte. Vom südlich gelegenen Antholzer See aus gesehen wirkt der Hochgall sehr dominant und beherrscht das nördliche Panorama. Bedeutende Orte sind im Nordwesten das etwa 7 km Luftlinie entfernte Rein im Reintal, etwa 7 km im Süden liegt Antholz-Mittertal.

## Geologie

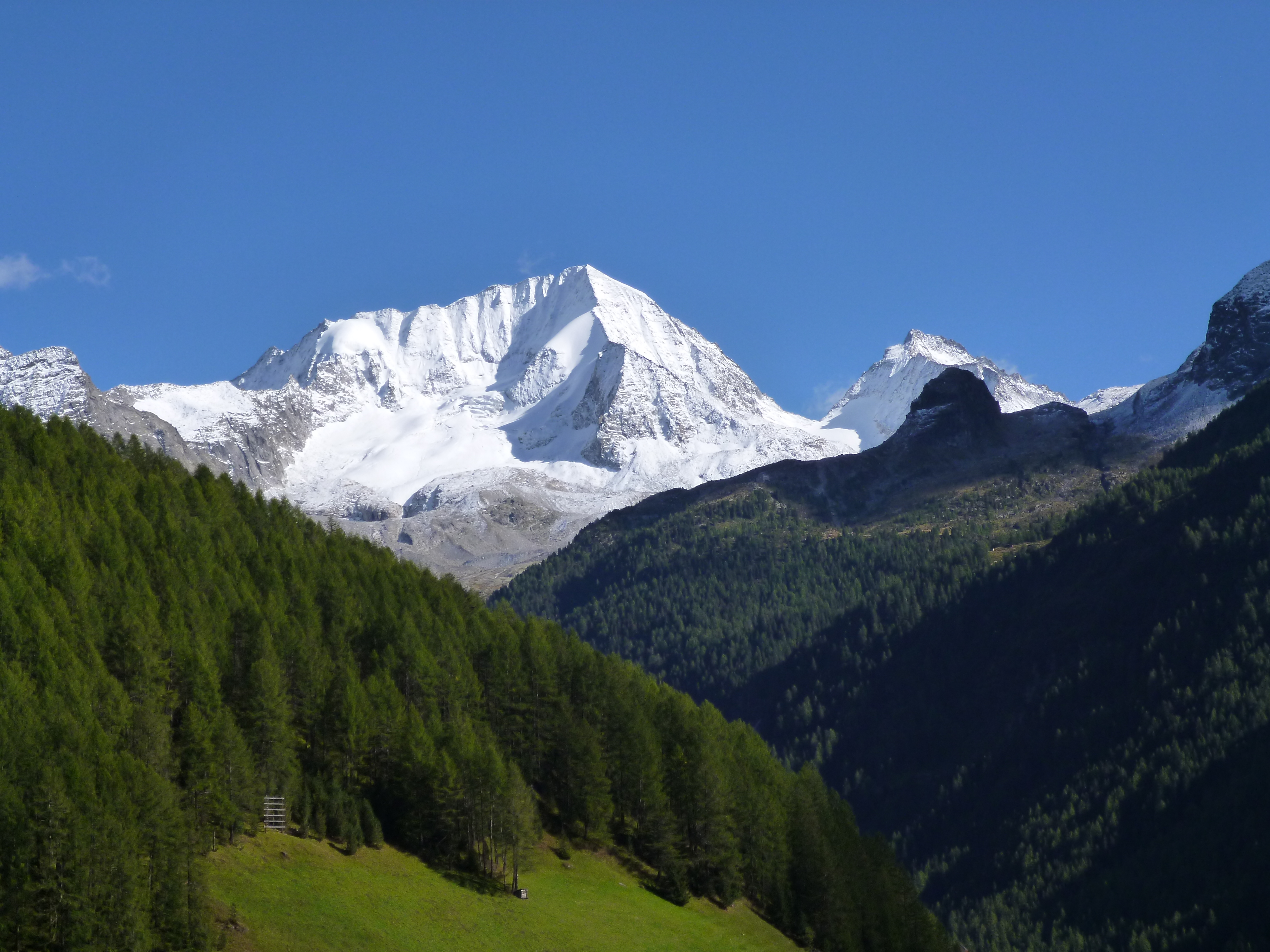
Der Hochgall gesehen von Nordwesten von Rein, rechts im Hintergrund der Wildgall

Die Rieserfernergruppe liegt, geologisch gesehen, in der sogenannten Zone der Alten Gneise, eines sich östlich des Eisacktals erstreckenden Gebietes, das auch den Rieserferner-Pluton umfasst. Der Rieserferner-Hauptkamm um Magerstein und Fernerköpfl wird von mittel- bis feinkörnigem Tonalit, der hier in großer Mächtigkeit ansteht, gebildet. Der Tonalit besitzt Foliation und nimmt daher ein gneisartiges Erscheinungsbild an. Dieser harte Plutonit ist durch seine weitgehende Erosionsfestigkeit verantwortlich für die Höhe der Berge.

## Etymologie
Der Name Hochgall leitet sich vom althochdeutschen „galla“ ab, das auf der indogermanischen Wurzel „ghel(e)“ beruht und „glänzend (gelblich, grünlich, bläulich), schimmernd, blank“ bedeutet. Der Name hat also mit dem romanischen „collis, coll-“ nichts zu tun, wie die italienische Übersetzung („Coll'Alto“) nahelegt, da Romanismen im Gebiet um Rein, Antholz und Defereggen kaum vorkommen. Der Hochgall ist der „hohe glänzende Berg“, so wie der Wildgall der „wilde schimmernde Berg“ ist. Der heute männlich gebrauchte Name hat in der Mundart eine weibliche Wurzel, bis zur Verbreitung der (geschlechterverfälschenden) Landkarten hörte man bei Einheimischen nur „die hoache Gålle“. Galle ist auch heute noch ein lebendiger Begriff und bezeichnet das gewölbte, bläulich-blanke Eis an Wegen, Bächen und Hängen (Eisgalle).

## Routen und Besteigungen

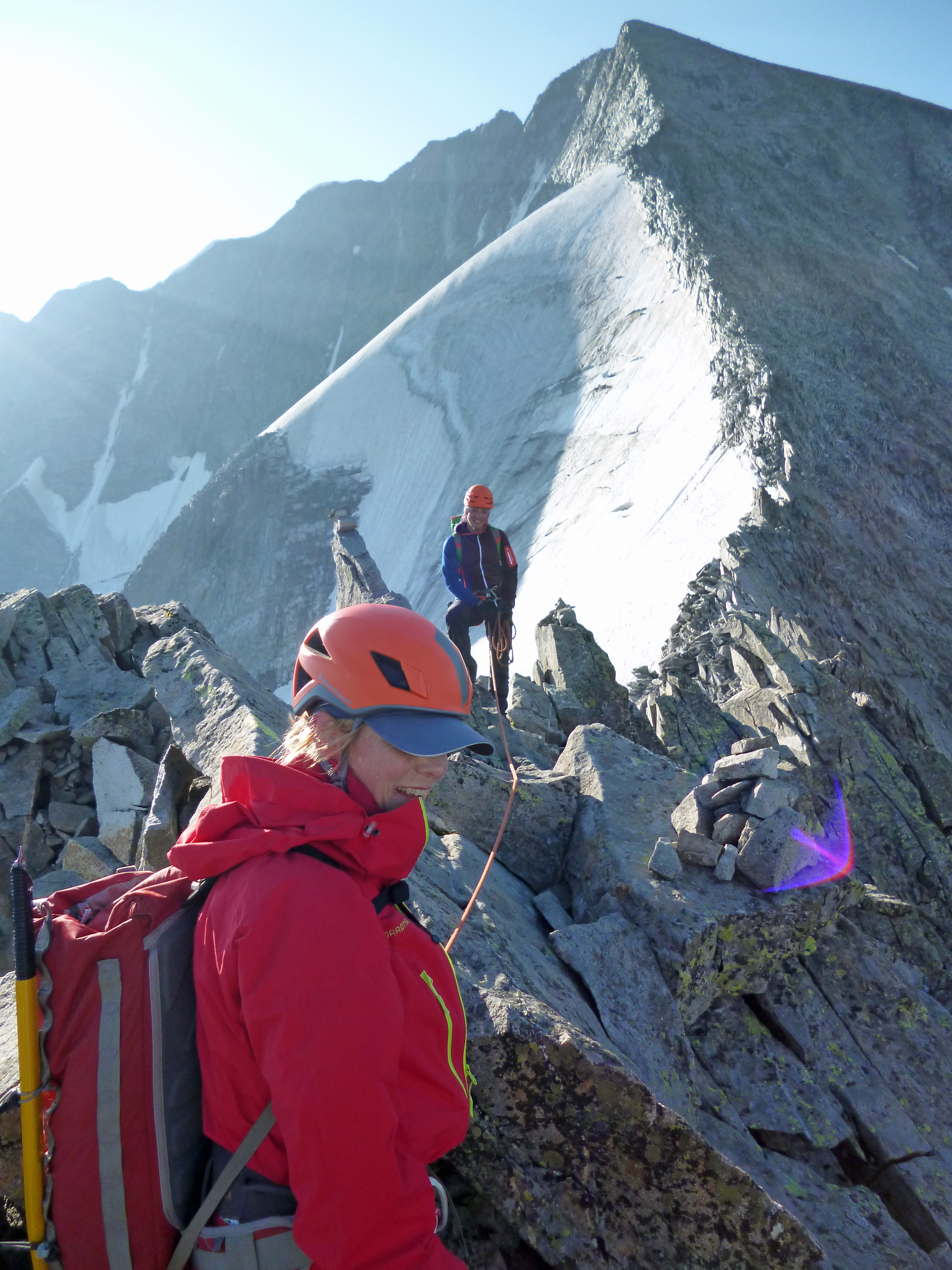
Nordwestgrat des Hochgall vom Grauen Nöckl

Der Hochgall ist von keiner Seite einfach zu ersteigen. Ausgangspunkte für Begehungen sind die Barmer Hütte (2610 m) in Osttirol oder die Kasseler Hütte (auch Hochgallhütte, 2274 m) in Südtirol.
Sowohl von der Süd- als auch von der Osttiroler Seite gibt es einen Normalweg, ersterer führt von der Hochgallhütte über das Graue Nöckl (3084 m) und den Nordwestgrat (II) zum Gipfel, letzterer von der Barmer Hütte über die Ostflanke und den Nordostgrat (eine Stelle III-, sonst II, steiles Eis).
Die Besteigung über den Nordwestgrat erfolgt ohne Gletscherberührung, eine kurze Abstiegsstelle am Grauen Nöckl sowie der plattige Gratbereich unterhalb des Gipfels sind mit Fixseilen (Drahtseilversicherung) entschärft.
Die Erstbesteigung erfolgte 1854 durch den Vermessungsleutnant Hermann van Acken und einige Defregger Messgehilfen über den Nordostgrat. Allerdings wurde damals nur ein Felskopf im Gipfelkamm östlich der Gipfelscharte erreicht, wenig unterhalb des eigentlichen Gipfels. Den höchsten Punkt des Gipfelkamms erreichten dann am 3. August 1868 Karl Hofmann und Valentin Kaltdorff mit ihren Reiner Bergführern Georg Weis und Hansl Oberarzbacher über die Westflanke und den Nordwestgrat. Die bis in die 1980er Jahre als Eistour beliebte Nordwand ist heute weitgehend abgeschmolzen.